# Afrohybanthus
Afrohybanthus, biljni rod iz porodice ljubičevki raširen po Africi, Madagaskaru, Arapskom poluotoku, Indijskom potkontinentu, Andamanima, Australiji, Tajlandu, Malim Sundskim otocima.
Postoji 16 priznatih vrsta izdvojenih iz roda Hybanthus, koje su uključene u ovaj novi rod opisan 2015. godine

## Vrste
1. Afrohybanthus aurantiacus (F.Muell. ex Benth.) Flicker
2. Afrohybanthus buxifolius (Vent.) Flicker
3. Afrohybanthus caffer (Sond.) Flicker
4. Afrohybanthus densifolius (Engl.) Flicker
5. Afrohybanthus enneaspermus (L.) Flicker
6. Afrohybanthus fasciculatus (Grey-Wilson) Flicker
7. Afrohybanthus indicus S.K.Kamble & B.J.Patil
8. Afrohybanthus latifolius (De Wild.) Flicker
9. Afrohybanthus nyassensis (Engl.) Flicker
10. Afrohybanthus pseudodanguyanus (Grey-Wilson) Flicker
11. Afrohybanthus ramosissimus (Thwaites) Flicker
12. Afrohybanthus serratus (Engl.) Flicker
13. Afrohybanthus stellarioides (Domin) Flicker
14. Afrohybanthus travancoricus (Bedd.) Flicker
15. Afrohybanthus tsavoensis (Grey-Wilson) Flicker
16. Afrohybanthus verbi-divini (Everaarts) Flicker